# 新川明
新川明（／，1931年—），诗人、记者、《新沖繩文學》编辑长及反復歸的琉球獨立運動家。

## 生平
琉球大学文理學部中輟後，進入《冲绳时报》，歷任《沖繩時報》八重山分社社长、《冲绳大百科事典》刊行事務局局長、执行董事、社長、董事长。1960、70年代的復歸抗爭與沖繩返還等事件中，新川明是與復歸派相對的反復歸派代表人物，在《反國家的兇區》否定國家路線，主張沖繩人的非國民地位。1978年，以《新南島風土記》荣获每日出版文化奖。新川明也是琉球民族独立综合研究会创始人之一。

## 作品

### 單著
- 新川明. . 現代評論社. 1971.
- 新川明. . 二月社. 1973.
- 新川明. . 大和書房. 1978年6月.
- 新川明. . 朝日新聞社. 1981年2月.
- 新川明. . 朝日新聞社. 1981年3月.
- 新川明. . 筑摩書房. 2000年6月. ISBN 978-4480857644.

### 繪本
- 新川明; 儀間比呂志. . 築地書館. 1985年8月.

### 註腳
1. ↑  林泉忠. . 政策科学・国際関係論集 (琉球大学法文学部). 2005-03, (7): 274–243. hdl:20.500.12000/2830.
2. ↑  . 築地書館.   [2024-11-07]. （原始内容存档于2024-11-08）.
3. ↑  謝竹雯.  (PDF). 考古人類學刊. 2014, (81): 137-172‧  [2024-11-07]. doi:10.6152/jaa.2014.12.0006. （原始内容存档 (PDF)于2024-11-08）. 沖繩反抗日本國族主義束縛的光譜，尚還包含出現於1970年代以新川明為代表的反復歸論，以及川滿信一於1981年發表的琉球共和社會。
4. ↑  . 琉球民族獨立綜合研究學會. 2013-05-15  [2024-11-07]. （原始内容存档于2024-04-19）.

### 文獻
- 大江健三郎. . 岩波新書. 1970.